# Palazzo Martinengo Colleoni di Pianezza
Palazzo Martinengo Colleoni di Pianezza, già Bargnani, è un edificio storico di Brescia situata lungo corso Matteotti al civico numero 8, in pieno centro storico. La dimora rientra, nel contesto delle antiche mura cittadine, nella quadra di San Giovanni. 
Edificato a partire dal XVII secolo dai nobili Martinengo Colleoni, costituisce la più monumentale e imponente delle residenze della famiglia Martinengo, oltre che un unicum, da un punto di vista prettamente architettonico e stilistico, nel panorama delle dimore signorili locali.

## Storia

### L'avvio della fabbrica in"Contrada de' Signori Porcelaghi"[N 1]
La dimora fu edificata a partire dal 1671 per volere di Gaspare Giacinto Martinengo Colleoni, marchese di Pianezza. Quest'ultimo, infatti, aveva sposato nel 1659 la nobildonna Chiara Camilla Porcellaga che, essendo l'ultima discendente del suo ricco ramo familiare, aveva portato in dote una gran quantità di beni, tra cui figuravano appunto le proprietà su cui sorse, in seguito, il palazzo nobiliare voluto dallo stesso marchese.
Parallelamente alla fabbrica di questo nuovo edificio, inoltre, si ebbe anche modo di compiere un riassetto della contrada e dell'isolato attiguo, allora facente parte della terza quadra di san Giovanni: al tempo, infatti, la zona era caratterizzata da una fitta maglia di piccole proprietà, formate da numerose casupole ed edifici.
A partire dal 1682, a tal proposito, la famiglia Martinengo intraprese una sistematica e coerente campagna di acquisizioni e demolizioni delle proprietà limitrofe. Questa operazione aveva il fine ultimo, evidentemente, di ampliare i loro possedimenti al fine di "ridurre ad una possibile quadratura" la fabbrica stessa del palazzo.

### La prima fase dei lavori e Gian Battista Groppi
Sin dal 1672 è accostabile alla supervisione del cantiere del palazzo l'architetto Gian Battista Groppi, originario della val d'Intelvi e già attivo per la chiesa di San Lorenzo a Capriano del Colle. Il medesimo Groppi ebbe modo di misurare e verificare l'integrità delle «fabriche» compiute dalle imprese di Antonio Cavallino, documentato dal 1675 al 1699, di Antonio Somalvigo, attivo tra 1686 e 1700, e Silvestro e Gian Battista Avanzi. A riprova di questa sua supervisione dei lavori, il Groppi viene definito in alcuni documenti del 1689 come «Perito de' fabbri murari di questa città». Lo stesso Groppi, a coronamento dei suoi servigi, arrivò a sottoscrivere un dettagliato contratto con Gaspare Giacinto Martinengo nel corso del 1684, ufficializzando così la sua posizione e il suo ruolo. Infatti, dal 1696 in poi, sui documenti inerenti al cantiere del palazzo egli assume il titolo di «architetto».
A questa prima fase dei lavori, nondimeno, è riscontrabile un pressoché totale impiego di manodopera intelvese o comunque ticinese, la quale si era già distinta come protagonista della decorazione seicentesca e settecentesca lombarda: si vedano i nomi di Ambrogio Ambrosini, detto «muratore luganese», oppure Pompeo Solari «luganese della terra di Caronna», così come il comasco Giorgio Ferretti, che realizzò per il marchese cinque statue di divinità.
Per quanto riguarda la fabbrica del palazzo è deducibile che, a questa data, fosse già stata delineata con chiarezza la planimetria a U dell'edificio, con il corpo orientale più grande affiancato da due ali perpendicolari e della stessa altezza. Ciononostante, il progetto iniziale non è noto né riscontrabile in alcun documento o contratto.

### La fase settecentesca dei lavori e l'intervento di Filippo Juvarra
Sullo scorcio del XVIII secolo il disegno complessivo del Croppi doveva essere sostanzialmente terminato, sebbene le fonti del caso tacciono circa lo stato d'incompiutezza dell'ala settentrionale, la quale venne ultimata solo molti anni dopo. È proprio in questa fase che si riscontra tra l'altro la presenza di soluzioni stilistiche certamente innovative per il contesto bresciano: la critica e in generale gli studiosi sono concordi nell'individuare come autore di queste composizioni architettoniche il maestro Filippo Juvarra, architetto di corte della famiglia Savoia. Nonostante sia certa la sua presenza in città nel 1729 per una consulenza in merito ai cantieri del Duomo nuovo, e, sebbene il palazzo stesso sia indicato tra le opere dell'architetto in un elenco steso dopo la sua morte, va comunque contestualizzato il ruolo dello Juvarra in merito alla fabbrica del palazzo: pare che egli, infatti, si sia occupato solamente di fornire una consulenza mirata e circoscritta per alcuni elementi architettonici, tra i quali spicca l'atrio della dimora nobiliare, le cui soluzioni stilistiche differiscono da qualunque altra fino ad allora adottata nelle dimore bresciane del tempo e che, in una certa misura, richiamano le cifre artistiche del maestro piemontese Gian Giacomo Planteri riscontrabili per i palazzi Fontana di Cravenzana e Palazzo Benso di Cavour a Torino.
Nel 1764 gli eredi Martinengo vendettero il palazzo, che era ancora privo dell'ala settentrionale, per 30.000 scudi a Gaetano Bargnani, che ne mantenne la proprietà per 50 anni; quest'ultimo lo cedette poi nel 1813 al regno italico.
Appunto dal 1813 il palazzo cessò di fungere da dimora. Dal 1819 in poi vi fu trasferita la sede del liceo classico Arnaldo, che vi permase stabilmente fino al 1925, quando fu ulteriormente spostata a palazzo Poncarali Oldofredi.
Durante gli eventi delle dieci giornate di Brescia, inoltre, il palazzo ospitò la sede del comando di difesa bresciana, guidata da Luigi Contratti e Carlo Cassola; il palazzo fu infatti scelto per motivi strategici, in quanto più riparato dagli attacchi dell'artiglieria austriaca rispetto alla precedente sede del teatro grande. A ricordo di tali avvenimenti è stata anche esposta una lapide commemorativa.

## Descrizione

### Esterno

Prospetto di palazzo Martinengo Colleoni di Pianezza affacciato su corso Giacomo Matteotti.

Affacciato sulla strada si apre un grande portale ai cui lati sono poste quattro colonne, due per lato di tipo tuscanico; proprio queste ultime sono poste a sorreggere un balcone con balaustra in pietra. L'inquadramento del portale, per le soluzioni stilistiche ed architettoniche, ricorda e rimanda ad altri casi di dimore torinesi, come quelle di palazzo Birago e palazzo Madama. Tale schema competitivo sarà ripreso poi, in maniera ancora più monumentale, anche nel palazzo Martinengo Colleoni di Malpaga. Per questo motivo, forse, si individua anche in queste decorazioni un intervento dello Juvarra, poi replicato anche nelle soluzioni delle finestre laterali all'ingresso ed anche nella tripartizione architettonica a tre ordini orizzontali dell'edificio.
L'atrio d'ingresso, in stile piemontese, è stato anch'esso progettato e realizzato con l'aiuto dello Juvarra.

### Interno
L'antica sala da ballo, che oggi funge da aula magna, è uno degli ambienti più notevoli dell'intero palazzo. La decorazione della volta, realizzata negli anni quaranta del XVIII secolo, è attribuibile grazie alle fonti del tempo ed al contratto stipulato nel 1736, all'artista Stefano Orlandi ed a Francesco Monti, e testimonia come all'epoca la pittura bolognese fosse un importante punto di riferimento per i Martinengo; la scena ritrae l'ascesa in cielo di Romolo, a sua volta circondato da una schiera di putti alati e contornato da otto riquadri monocromi, raffiguranti episodi della vita di Remo e Romolo stesso - Romolo e Remo allattati dalla lupa, Remo mette in fuga ed uccide i ladri degli armenti, Remo in catene davanti ad Amulio, Remo uccide Amulio, Romolo traccia il confine della città di Roma, Romolo uccide Tito Tazio e Il ratto delle Sabine.
Il tutto è stato ricoperto, a fine Ottocento, da un affresco con soggetto patriottico di Luigi Campini; il rifacimento ottocentesco, tuttavia, lascia intravedere, lungo i bordi, alcuni particolari dell'affresco precedentemente realizzato dal Monti: è possibile osservare infatti un angelo in volo, allegoria della Fama stessa, oltre che Nettuno con il tipico tridente, Ercole, munito di clava ed avvinghiato all'Idra di Lerna, e Mercurio che brandisce lo scettro caduceo.

### Lo scalone
Il nuovo scalone fu realizzato probabilmente a ridosso della fine del Seicento. Ciò è testimoniato dalle fonti d'archivio che riportano diversi interventi e accrediti, come, per esempio, il pagamento nel 1699 "li stucchi nell'andito del scalone"; questi ultimi, tipicamente barocchi nelle decorazioni, dovrebbero corrispondere con quelli ancora in loco.

## L'ex chiesa e l'oratorio di san Carlino
Il palazzo è dotato di una chiesa, ora rimodulata ad auditorium, ed inizialmente dedicata a San Carlo. L'edificio è adiacente al lato nord del palazzo ed è stato rinominato San Carlino, principalmente perché già esisteva, al tempo, una chiesa dedicata al santo in via Moretto; la progettazione dell'ex chiesa è forse attribuita ad Antonio Marchetti, soprattutto in virtù di tutte quelle caratteristiche che ne evidenziano lo stile settecentesco: le due lesene che verticalmente ne scandiscono l'architettura, l'ampia zoccolatura in marmo di Botticino, suddiviso in pannelli quadrangolari, e la decorazione a doppia voluta nella fascia superiore.
Nel corso del XIX secolo la chiesa, ormai sconsacrata, fungeva da palestra per il neonato liceo che al tempo ospitava; in seguito tuttavia divenne sede del centro universitario teatrale denominato "La Stanza". Nel 1925 fu appunto acquistata dall'amministrazione comunale e ristrutturata, quindi rimodulata in teatro, inaugurato il 27 novembre 1995.